# Welsh Professional Championship 1980
Die Woodpecker Welsh Professional Championship 1980 war ein professionelles Snooker-Einladungsturnier der Saison 1979/80 zur Ermittlung des walisischen Profimeisters. Das Turnier wurde vom 27. bis zum 29. Januar 1980 im Ebbw Vale Leisure Centre im walisischen Ebbw Vale ausgetragen. Sieger wurde Doug Mountjoy, der im Finale den Titelverteidiger Ray Reardon mit 9:6 besiegte. Der amtierende Weltmeister Terry Griffiths spielte mit einem 127er-Break das höchste Break des Turnieres.

## Preisgeld
Im Vergleich zur vorherigen Ausgabe drei Jahre zuvor erhöhte sich das Preisgeld um 3.000 Pfund Sterling, was jedoch auch auf die sich verdoppelnde Teilnehmerzahl zurückzuführen war. Mit Woodpecker, einer Marke von H. P. Bulmer, hatte das Turnier auch wieder einen Sponsor.
|              | Preisgeld |
| ------------ | --------- |
| Sieger       | 2.250 £   |
| Finalist     | 1.250 £   |
| Halbfinalist | 750 £     |
| Insgesamt    | 5.000 £   |

## Turnierverlauf
Die vier Teilnehmer spielten im K.-o.-System um den Turniersieg, wobei alle drei Spiele im Modus Best of 17 Frames gespielt wurden.

|  | Halbfinale Best of 17 Frames | Halbfinale Best of 17 Frames |               |             | Finale Best of 17 Frames | Finale Best of 17 Frames |
|  |                              |                              |               |             |                          |                          |
|  |                              |                              |               |             |                          |                          |
|  | Doug Mountjoy                | 9                            |               |             |                          |                          |
|  | Terry Griffiths              | 6                            |               |             |                          |                          |
|  |                              |                              | Doug Mountjoy | 9           |                          |                          |
|  |                              |                              |               | Ray Reardon | 6                        |                          |
|  | Ray Reardon                  | 9                            |               |             |                          |                          |
|  | Cliff Wilson                 | 3                            |               |             |                          |                          |
|  |                              |                              |               |             |                          |                          |

### Finale
Im Finale kam es zu einer Neuauflage des 1977er-Endspiels, da beide damaligen Teilnehmer die Erstteilnehmer besiegt hatten und nun darum spielten, ob Reardon sein damals mit 12:8 erkämpften Titel behalten konnte. Mountjoy startete besser ins Endspiel und ging mit 5:0 in Führung, die Reardon lediglich auf 5:3 und 6:4 verringern konnte. Anschließend gewann Mountjoy noch zwei weitere Frames, bevor der sechsfache Weltmeister Reardon noch auf 8:6 an ihn herankam, ehe Mountjoy das Turnier durch den Gewinn des nächsten Frames für sich entscheiden konnte.
| Finale: Best of 17 Frames Ebbw Vale Leisure Centre, Ebbw Vale, Wales, 29. Januar 1980                                                                              |                |             |
| Doug Mountjoy | 9:6            | Ray Reardon |
| 95:19 (95), 56:44, 133:0 (123), 108:19 (82), 90:43, 27:95 (57), 15:117, 47:63 (52), 69:30 (57), 39:93 (93), 87:36, 75:61 (64/54), 57:72 (M. 57), 48:71, 89:41 (83) |                |             |
| 123 | Höchstes Break | 93          |
| 1 | Century-Breaks | –           |
| 7 | 50+-Breaks     | 4           |

## Century Breaks
Während des Turnieres spielten zwei Spieler insgesamt drei Century Breaks.
- Terry Griffiths: 127, 102
- Doug Mountjoy: 123